# Переяслав-Хмельницкий район
Перея́слав-Хмельни́цкий райо́н (укр. Перея́слав-Хмельни́цький райо́н) — упразднённая административная единица на востоке Киевской области Украины. Административный центр — город Переяслав, не входит в его состав.

## География
Площадь — 1470 км2.
Основные реки — Трубеж.
Район граничит на севере с Барышевским районом Киевской области, на юге — с Каневским и Золотоношским районами Черкасской области, на западе — с Бориспольским, на востоке — с Яготинским районом Киевской области и Драбовским районом Черкасской области.

## История
Район образован в 1927 году как Переяславский район. Переименован в Переяслав-Хмельницкий район в 1944 году. 17 июля 2020 года в результате административно-территориальной реформы район вошёл в состав Бориспольского района.

## Демография
Население района составляет 36 527 человек (данные 2006 г.). Всего насчитывается 51 населённый пункт.

## Административное устройство
Количество советов:
- сельских — 31

Количество населённых пунктов:
- сёл — 51

## Населённые пункты
Список населённых пунктов района находится внизу страницы

## Культура
- Музей народной архитектуры и быта Средней Надднепрянщины